# إي. أرسينيو مانويل
إي. أرسينيو مانويل هو مؤرخ فلبيني، ولد في 1909، وتوفي في 2003.